# Макаров, Олег Витальевич (политик)
Олег Витальевич Макаров (р. 7 августа 1974) — российский государственный деятель, председатель Кабинета Министров Чувашской Республики (с марта по декабрь 2011).

## Биография
Родился 7 августа 1974 года.
- 1991—1994 — слесарь-ремонтник, ПО «Химпром» им. Ленинского комсомола, г. Чебоксары
- 2004 — закончил ФГОУ ВПО «Чувашский государственный университет им. И.Н. Ульянова» по специальности «менеджмент организации»
- 2006—2008 — директор ОАО «Чебоксарский городской молочный завод», г. Чебоксары (в 2008 — "Молочный Комбинат «Чебоксарский», «ЮНИМИЛК-Волга», г. Чебоксары)
- 2008—2011 — директор представительства «ЮНИМИЛК-Урал», г. Екатеринбург
- 2011 — Председатель Кабинета Министров Чувашской Республики (Указ Президента Чувашской Республики М. В. Игнатьева от 23.03.2011 № 26)[2], отставка в конце года (Указ Президента Чувашской Республики № 112 от 9 декабря 2011 года)[3]